# Antonia Zegers
Pour les articles homonymes, voir Zegers.
Antonia Zegers Oportot (née le 29 juin 1972 à Santiago) est une actrice et animatrice de télévision chilienne.

## Biographie
Elle s'est mariée avec le réalisateur Pablo Larraín en 2008 puis ils ont divorcé en 2014.

## Cinéma
| Année | Titre                                    | Personnage                               | Réalisateur                       |
| ----- | ---------------------------------------- | ---------------------------------------- | --------------------------------- |
| 1995  | En tu casa a las 8                       | Antonieta                                | Christine Lucas                   |
| 1999  | Equipado con caja automática             | Romina                                   | Gonzalo San Martín                |
| 1999  | María Luisa en la niebla                 | -                                        | Leo Kocking                       |
| 2000  | Smog                                     | -                                        | Sebastián Campos et Marialy Rivas |
| 2002  | Fragmentos Urbanos                       | Antonia                                  | -                                 |
| 2003  | Sábado, una película en tiempo real      | Antonia                                  | Matías Bize                       |
| 2007  | Pecados                                  | Soberbia                                 | Martín Rodríguez                  |
| 2008  | Tony Manero                              | -                                        | Pablo Larraín                     |
| 2010  | La vida de los peces                     | Mariana                                  | Matías Bize                       |
| 2010  | Santiago 73, post mortem                 | Nancy Puelma "Bailarina del bim bam bum" | Pablo Larraín                     |
| 2012  | No                                       | Verónica                                 | Pablo Larraín                     |
| 2015  | El club                                  | Mère Monica                              | Pablo Larraín                     |
| 2017  | Una mujer fantástica (A Fantastic Woman) | Alessandra                               | Sebastián Lelio                   |
| 2017  | Mariana (Los perros)                     | Mariana                                  | Marcela Said                      |
| 2022  | Chili 1976 (1976)                        | Raquel                                   | Manuela Martelli                  |

## Télévision

### Telenovelas
| Telenovelas | Telenovelas             | Telenovelas             | Telenovelas |
| Année       | Telenovela              | Personnage              | Chaîne      |
| ----------- | ----------------------- | ----------------------- | ----------- |
| 1997        | Eclipse de Luna         | Verónica Aliaga         | Canal 13    |
| 1998        | Iorana                  | Margareth Olivares Tuki | TVN         |
| 1999        | La fiera                | Claudia Ruíz            | TVN         |
| 2000        | Romané                  | María Jacobé Antich     | TVN         |
| 2001        | Pampa Ilusión           | Carmencita Montes       | TVN         |
| 2002        | El Circo de las Montini | Sirena Montoya          | TVN         |
| 2003        | Puertas Adentro         | Jocelyne Cárdenas       | TVN         |
| 2004        | Los Pincheira           | Asunción Del Solar      | TVN         |
| 2005        | Los Capo                | Silvana Capo            | TVN         |
| 2006        | Entre Medias            | Fernanda Montes         | TVN         |
| 2007        | Alguien te mira         | Daniela Franco          | TVN         |
| 2007        | Amor por Accidente      | Estela Del Bosque       | TVN         |
| 2009        | Sin anestesia           | Laura Santana           | Chilevisión |
| 2013-2014   | Secretos en el jardín   | Magdalena Villanueva    | Canal 13    |
| 2016        | Pobre gallo             | Florencia               | Mega        |

### Séries
| Séries télévisées | Séries télévisées            | Séries télévisées                 | Séries télévisées |
| Année             | Titre                        | personnage                        | Chaîne            |
| ----------------- | ---------------------------- | --------------------------------- | ----------------- |
| 2003              | La vida es una lotería       | Paulina                           | TVN               |
| 2004              | Tiempo final: En tiempo real | Mariana                           | TVN               |
| 2011-2012         | Prófugos                     | Macarena de Córdova               | HBO               |
| 2012              | Amar y morir en Chile        | Cecilia Magni / Comandante Tamara | Chilevisión       |
| 2012              | Cobre                        | Vicenta Rodríguez                 | Mega              |
| 2013-2014         | Secretos en el jardín        | Magdalena Villanueva              |                   |
| 2014              | El hombre de tu vida         | Romina                            |                   |
| 2015              | La Poseída                   | Asunción Mackenna                 |                   |
| 2016              | Pobre gallo                  | Florencia Achondo                 |                   |
| 2019              | Amar a morir                 | María Paz "Pachi" Palacios        |                   |
| 2020              | La Meute (La Jauría)         | Olivia Fernández                  | arte.tv           |
| 2020              | Dignidad                     | Pamela Rodríguez                  |                   |

### Émissions
- 2007 : Cumbres del mundo (TVN) : Animatrice